# 前程办事处
前程办事处，是中华人民共和国河南省郑州市郑州经济技术开发区下辖的一个乡镇级行政单位。
以中牟县白沙镇、郑庵镇划出的11个行政村，于2013年12月正式建立。办事处取名自境内道路——前程路。

## 行政区划
办事处下辖以下地区：
范庄村、潘店寨村、螺车湖村和小杜庄村。